# Tigrinestola
Tigrinestola is een kevergeslacht uit de familie van de boktorren (Cerambycidae). De wetenschappelijke naam van het geslacht werd voor het eerst geldig gepubliceerd in 1949 door Breuning.

## Soorten
Tigrinestola omvat de volgende soorten:
- Tigrinestola howdeni Chemsak & Linsley, 1966
- Tigrinestola tigrina (Skinner, 1905)